# Domagoj Bošnjak
Domagoj Bošnjak (Mostar, 9 aprile 1995) è un ex cestista croato.

## Palmarès
- Campionato bosniaco: 1

Široki: 2011-12
- Coppa di Bosnia ed Erzegovina: 2

Široki: 2012, 2014
- Coppa di Croazia: 1

Cedevita: 2019